# Xã Myatt, Quận Fulton, Arkansas
Xã Myatt (tiếng Anh: Myatt Township) là một xã thuộc quận Fulton, tiểu bang Arkansas, Hoa Kỳ. Năm 2010, dân số của xã này là 191 người.